# Aedes burnsi
Aedes burnsi är en tvåvingeart som beskrevs av Basio och Reisen 1971. Aedes burnsi ingår i släktet Aedes och familjen stickmyggor.
Artens utbredningsområde är Guam. Inga underarter finns listade i Catalogue of Life.